# Segonzac (Charente)
Segonzac è un comune francese di 2 224 abitanti situato nel dipartimento della Charente, nella regione della Nuova Aquitania.

## Società

### Evoluzione demografica
Abitanti censiti

## Amministrazione

### Gemellaggi
- Kanzach[2]
- Segonzano, dal 1985[2][3]